# Gare de Roche-lez-Beaupré
Gare de Roche-lez-Beaupré – przystanek kolejowy w Roche-lez-Beaupré, w departamencie Doubs, w regionie Burgundia-Franche-Comté, we Francji.
Jest przystankiem kolejowym Société nationale des chemins de fer français (SNCF), obsługiwanym przez pociągi TER Franche-Comté.